# Montigny (Calvados)
Pour les articles homonymes, voir Montigny.
Montigny est une commune française, située dans le département du Calvados en région Normandie, peuplée de 90 habitants.

## Géographie
| Maisoncelles-sur-Ajon | Maisoncelles-sur-Ajon | Préaux-Bocage |
| Courvaudon            | Montigny              | La Caine      |
| Courvaudon            | Hamars                | La Caine      |

### Hydrographie
La commune est située dans le bassin Seine-Normandie. Elle est drainée par l'Ajon et le cours d'eau 01 de Gruchy,,.
L'Ajon, d'une longueur de 12 km, prend sa source dans la commune de Thury-Harcourt-le-Hom et se jette  dans l'Odon à Val d'Arry, après avoir traversé huit communes. 

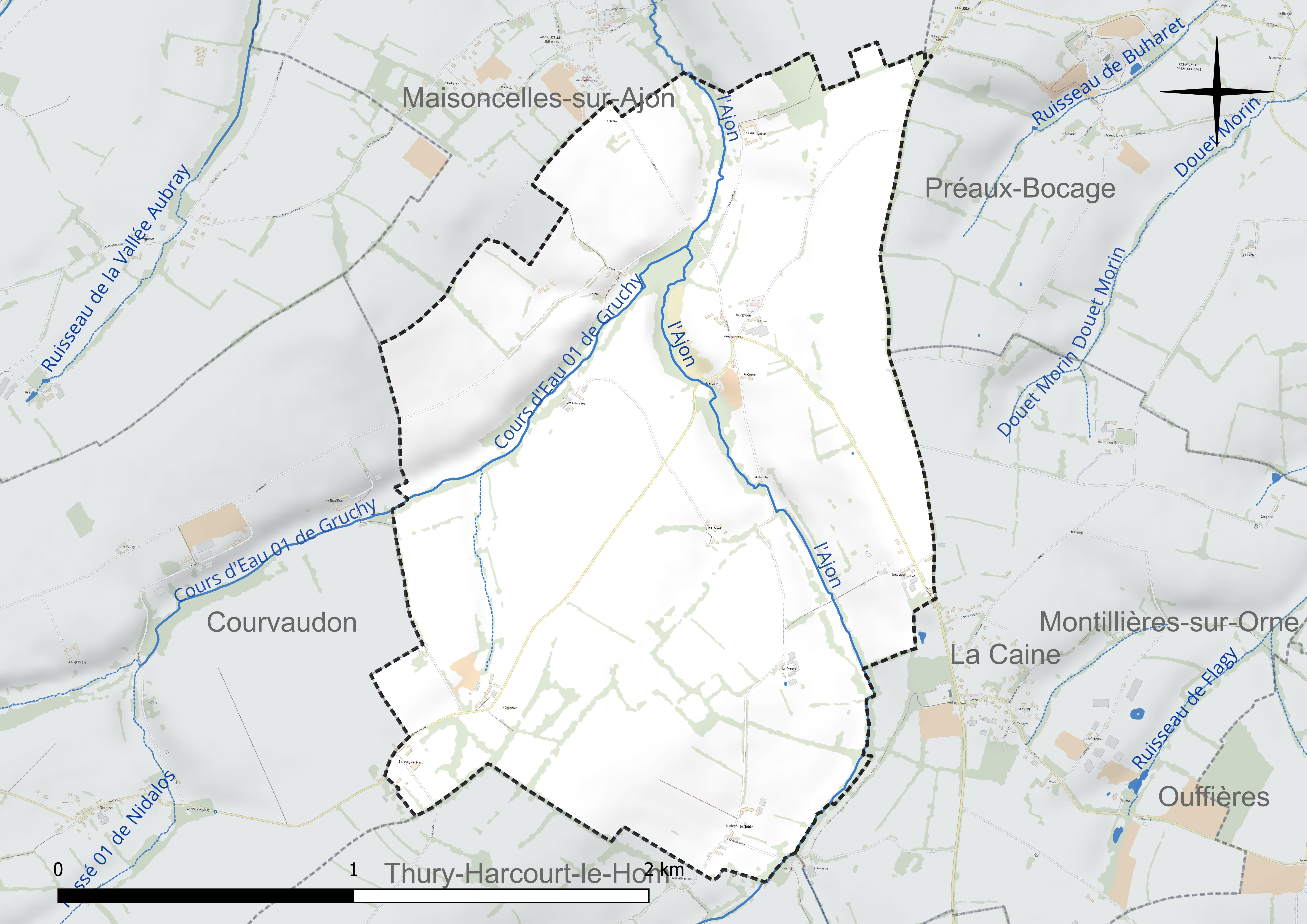
Réseau hydrographique de Montigny.

### Climat
Pour des articles plus généraux, voir Climat de la Normandie et Climat du Calvados.
En 2010, le climat de la commune est de type climat océanique franc, selon une étude du CNRS s'appuyant sur une série de données couvrant la période 1971-2000. En 2020, Météo-France publie une typologie des climats de la France métropolitaine dans laquelle la commune est exposée à un climat océanique et est dans la région climatique  Normandie (Cotentin, Orne), caractérisée par une pluviométrie relativement élevée (850 mm/a) et un été frais (15,5 °C) et venté.
Pour la période 1971-2000, la température annuelle moyenne est de 10,4 °C, avec  une amplitude thermique annuelle de 12,9 °C. Le cumul annuel moyen de précipitations est de 854 mm, avec 13,2 jours de précipitations en janvier et 8,3 jours en juillet. Pour la période 1991-2020, la température moyenne annuelle observée sur la station météorologique la plus proche, située sur la commune de Fresney-le-Vieux à 11 km à vol d'oiseau, est de 10,8 °C et le cumul annuel moyen de précipitations est de 826,3 mm,. Pour l'avenir, les paramètres climatiques de la commune estimés pour 2050 selon différents scénarios d'émission de gaz à effet de serre sont consultables sur un site dédié publié par Météo-France en novembre 2022.

## Urbanisme

### Typologie
Au 1er janvier 2024, Montigny est catégorisée commune rurale à habitat très dispersé, selon la nouvelle grille communale de densité à 7 niveaux définie par l'Insee en 2022.
Elle est située hors unité urbaine. Par ailleurs la commune fait partie de l'aire d'attraction de Caen, dont elle est une commune de la couronne,. Cette aire, qui regroupe 296 communes, est catégorisée dans les aires de 200 000 à moins de 700 000 habitants,.

### Occupation des sols
L'occupation des sols de la commune, telle qu'elle ressort de la base de données européenne d'occupation biophysique des sols Corine Land Cover (CLC), est marquée par l'importance des territoires agricoles (100 % en 2018), une proportion identique à celle de 1990 (100 %). La répartition détaillée en 2018 est la suivante : 
terres arables (60,5 %), prairies (38,9 %), zones agricoles hétérogènes (0,6 %). L'évolution de l'occupation des sols de la commune et de ses infrastructures peut être observée sur les différentes représentations cartographiques du territoire : la carte de Cassini (XVIIIe siècle), la carte d'état-major (1820-1866) et les cartes ou photos aériennes de l'IGN pour la période actuelle (1950 à aujourd'hui).

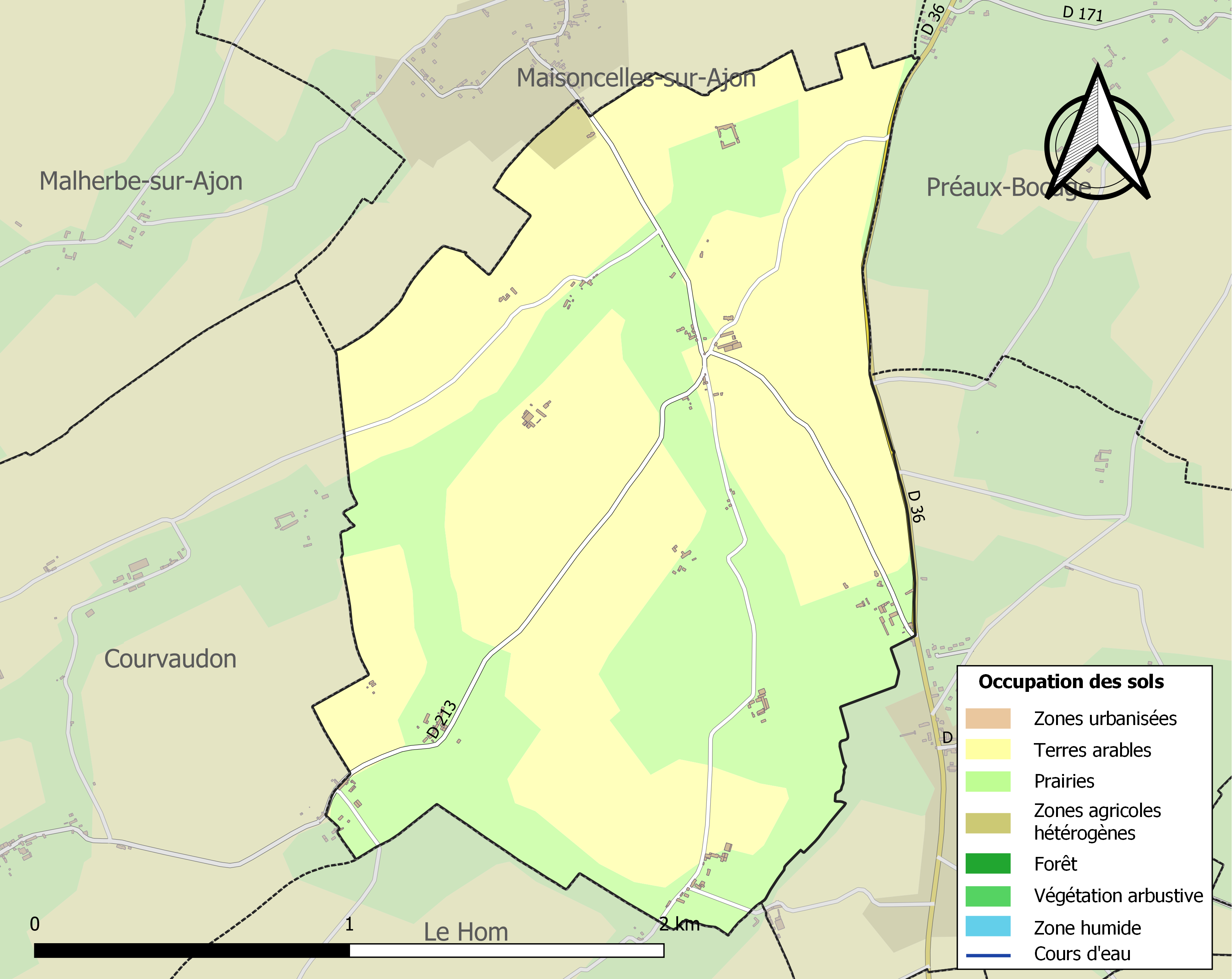
Carte des infrastructures et de l'occupation des sols de la commune en 2018 (CLC).

## Toponymie
Le nom de la localité est attesté sous la forme Montigneyum en 1178.
Montigny, Albert Dauzat et à sa suite Ernest Nègre assignent une même origine à tous les Montigny, qui viendraient d'une même forme dont l'étymon est généralement donné sous la forme latinisée *Montaniacum, c'est un type toponymique répandu dont la signification exacte ne fait pas l'unanimité.
Le Montani de la langue romane était un « lieu montueux ».

## Politique et administration
| Période                                  | Période      | Identité        | Étiquette | Qualité      |
| ---------------------------------------- | ------------ | --------------- | --------- | ------------ |
| 1990                                     | mars 2001    | Janine Vauvrecy | SE        | Agricultrice |
| mars 2001                                | janvier 2011 | Emmanuel Massu  | SE        | Agriculteur  |
| mars 2011                                | En cours     | Romain Massu    | SE        | Technicien   |
| Les données manquantes sont à compléter. |              |                 |           |              |

## Démographie
L'évolution du nombre d'habitants est connue à travers les recensements de la population effectués dans la commune depuis 1793. Pour les communes de moins de 10 000 habitants, une enquête de recensement portant sur toute la population est réalisée tous les cinq ans, les populations de référence des années intermédiaires étant quant à elles estimées par interpolation ou extrapolation. Pour la commune, le premier recensement exhaustif entrant dans le cadre du nouveau dispositif a été réalisé en 2007.
En 2022, la commune comptait 90 habitants, en évolution de −6,25 % par rapport à 2016 (Calvados : +1,58 %, France hors Mayotte : +2,11 %).
| 1793 | 1800 | 1806 | 1821 | 1831 | 1836 | 1841 | 1846 | 1851 |
| ---- | ---- | ---- | ---- | ---- | ---- | ---- | ---- | ---- |
| 241  | 171  | 186  | 157  | 204  | 222  | 213  | 201  | 195  |

| 1856 | 1861 | 1866 | 1872 | 1876 | 1881 | 1886 | 1891 | 1896 |
| ---- | ---- | ---- | ---- | ---- | ---- | ---- | ---- | ---- |
| 182  | 173  | 179  | 176  | 164  | 165  | 160  | 152  | 140  |

| 1901 | 1906 | 1911 | 1921 | 1926 | 1931 | 1936 | 1946 | 1954 |
| ---- | ---- | ---- | ---- | ---- | ---- | ---- | ---- | ---- |
| 142  | 141  | 137  | 149  | 144  | 121  | 122  | 95   | 96   |

| 1962 | 1968 | 1975 | 1982 | 1990 | 1999 | 2006 | 2007 | 2012 |
| ---- | ---- | ---- | ---- | ---- | ---- | ---- | ---- | ---- |
| 81   | 96   | 69   | 81   | 71   | 78   | 89   | 91   | 96   |

| 2017 | 2022 | - | - | - | - | - | - | - |
| ---- | ---- | - | - | - | - | - | - | - |
| 96   | 90   | - | - | - | - | - | - | - |

## Lieux et monuments
- Église Saint-Jacques-le-Majeur. Arcisse de Caumont écrit dans sa Statistique monumentale du Calvados[22] : « Le chœur m'a paru du XVIIe siècle, peut-être du XVIIIe. La nef est plus ancienne et peut dater du XIIIe. Une porte avec archivolte offrant de chaque côté deux colonnes, attire l'attention. »

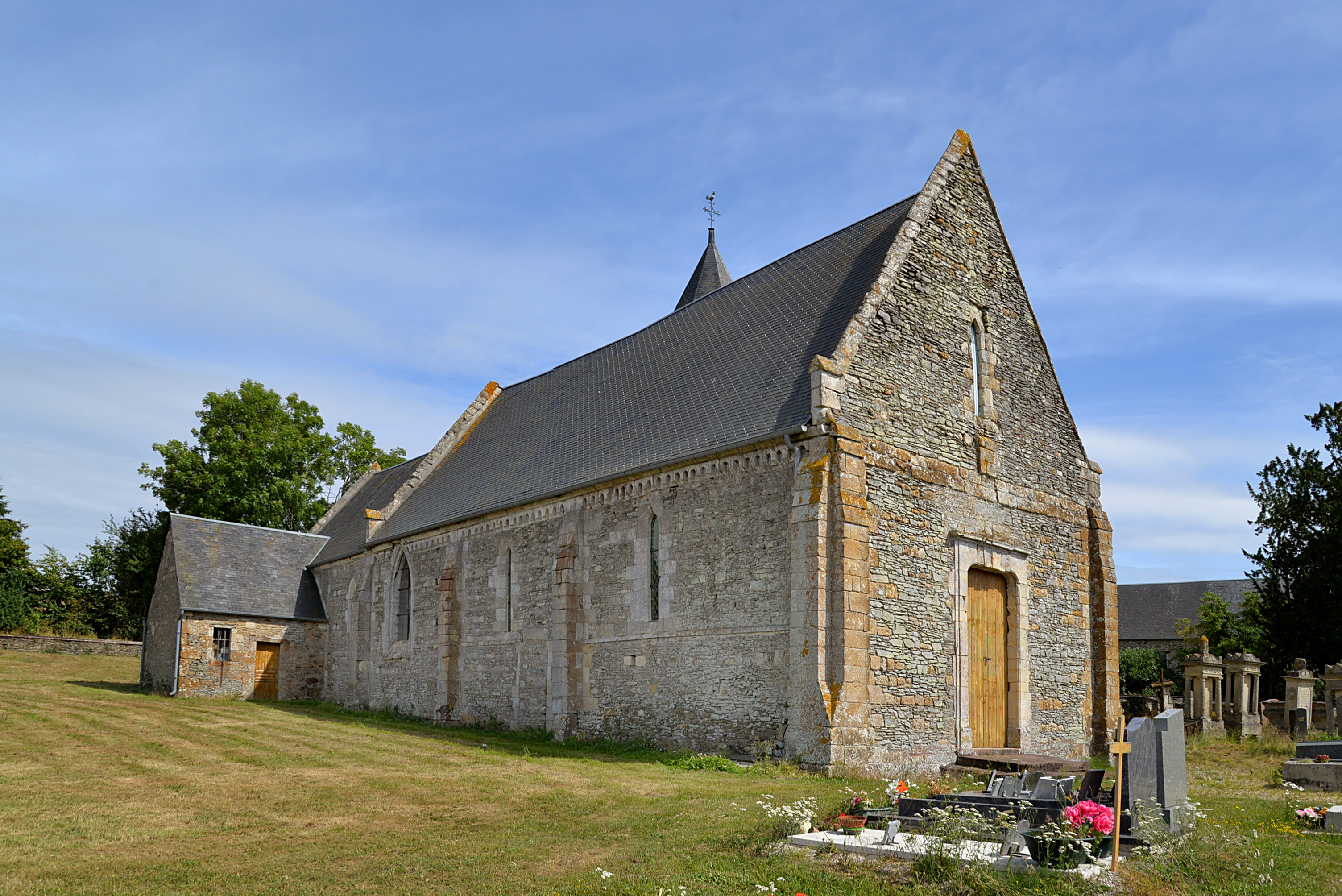
L'église Saint-Jacques-le-Majeur.
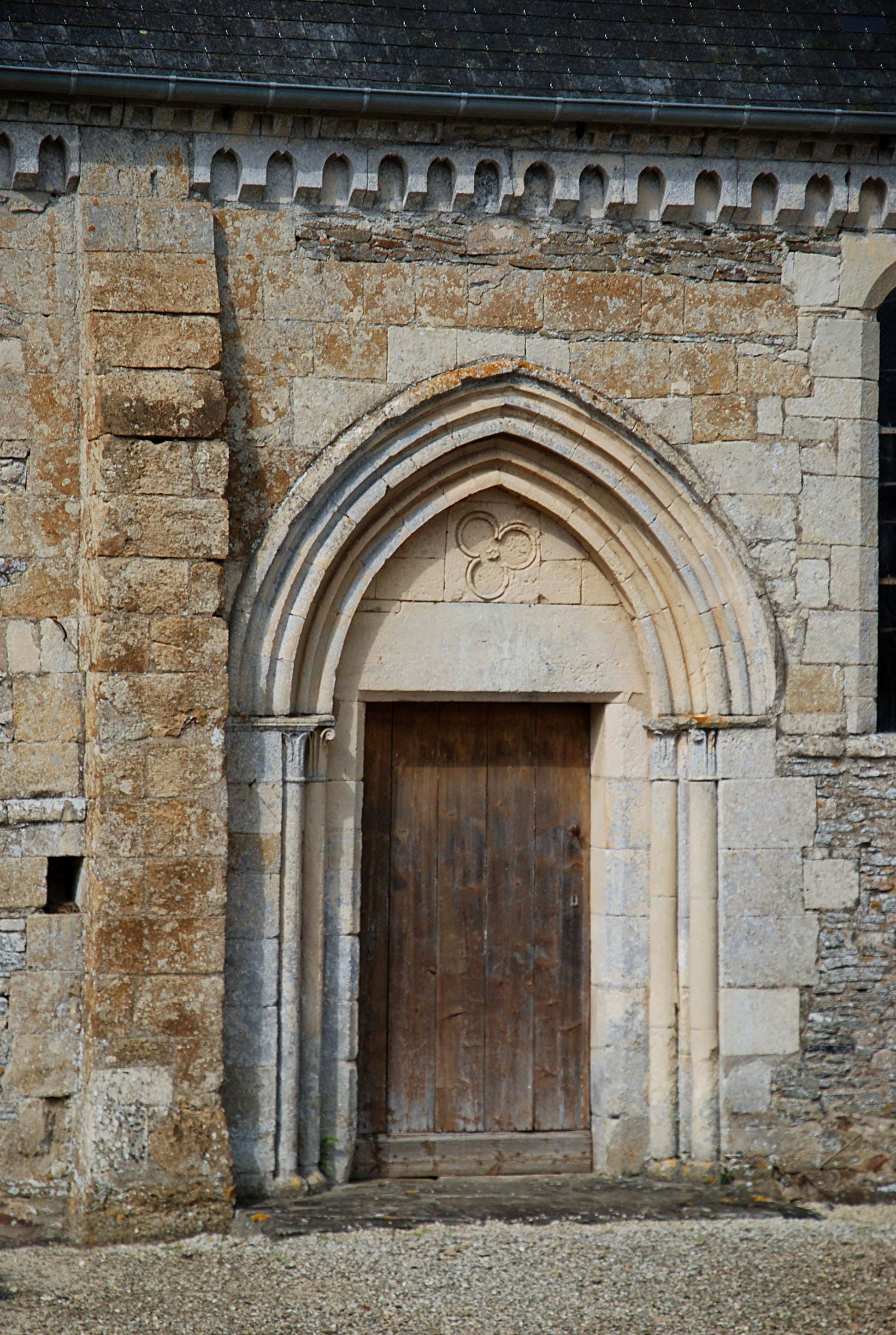
Porte latérale sud de l'église.
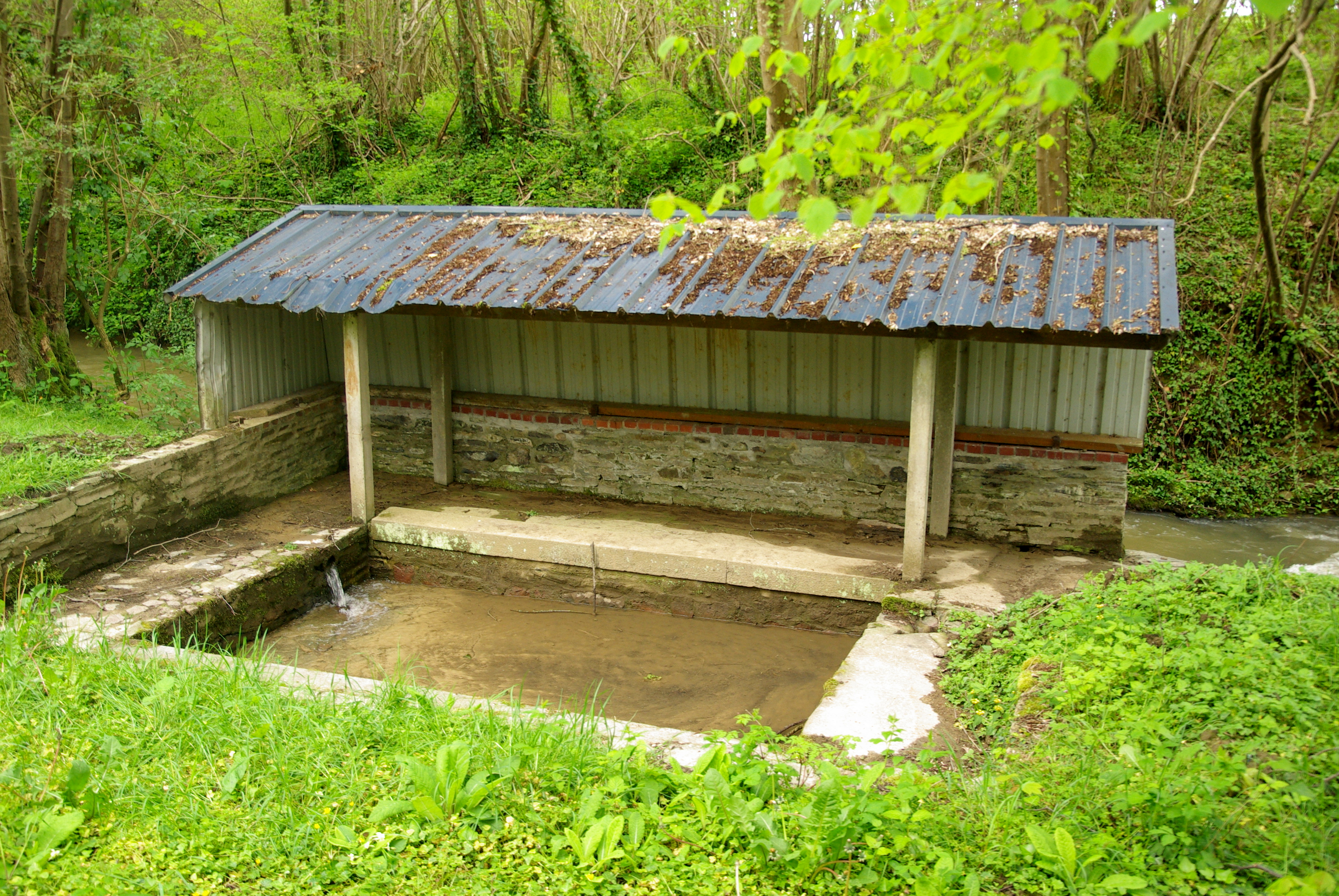
Lavoir sur la rivière Ajon.

## Personnalités liées à la commune
- Marcel Vauvrecy, ancien maire et ancien conseiller général du Calvados, agriculteur et gérant de la compagnie aérienne Air Caen basée sur l'aéroport de Caen de 1949 à 1987. Le siège social de la compagnie était établi sur le territoire de la commune de Montigny.